# Iraj Ghaderi

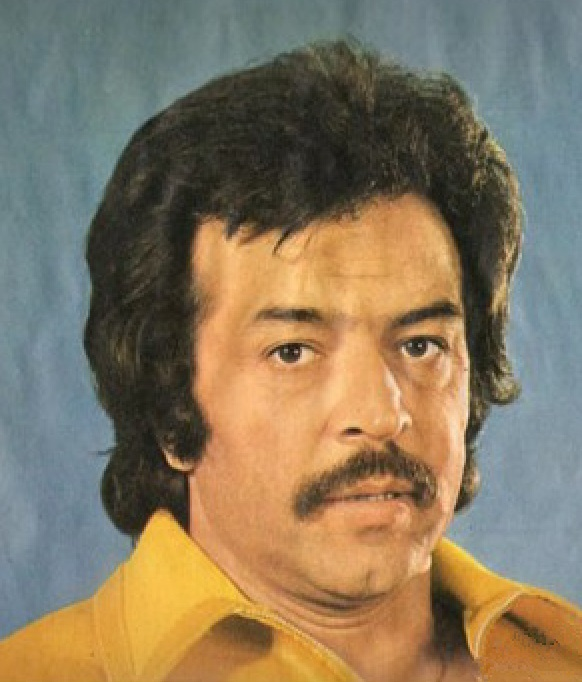
Iraj Ghaderi

Iraj Ghaderi (* 1935 in Teheran; † 6. Mai 2012 ebenda) war ein iranischer Regisseur und Schauspieler sowie Drehbuchautor und Produzent.
Ghaderi studierte zunächst Medizin und Pharmazie wechselte aber 1955 ins Schauspiel mit dem Film Chahar-rahe havades von Samouel Khachikian; es folgten über vierzig weitere Filmengagements bis zur Islamischen Revolution. Von 1979 bis 1984 war er mit einem Arbeitsverbot belegt worden. Er führte in über siebzig Filmen Regie.

## Filmografie
Regie
- 1968: Shahrahe zendegi
- 1968: Basatrhaye jodagane
- 1970: Sekke-ye shans
- 1971: Noghre-dagh
- 1972: Thirst
- 1973: Unveiled
- 1973: Bi-gharar
- 1974: The Cage
- 1975: The Desire
- 1975: The Target
- 1976: Rafigh
- 1976: Bot
- 1976: Awake in the city
- 1977: Sine-chak
- 1977: Back and Dagger
- 1977: Do kalle-shagh
- 1979: Hokm-e tir
- 1980: Baradarkoshi
- 1982: Dada
- 1982: The imperilled
- 1985: Taraj
- 1994: I Want to Live
- 1995: Mikhaham zende bemanam
- 1996: Nabakhshoodeh
- 1997: Claws in the Dust
- 1998: Tootia
- 2000: Fame
- 2000: Sam o Nargess
- 2003: Cheshman siah
- 2005: Aqvariom
- 2007: The Trial
- 2009: Pato zamin nazar
- 2010: Network